# Paraeuchaeta plana
Paraeuchaeta plana is een eenoogkreeftjessoort uit de familie van de Euchaetidae. De wetenschappelijke naam van de soort is voor het eerst geldig gepubliceerd in 1937 door Mori.